# Carlos Bonnet
Carlos Bonnet (a veces Carlos Bonet) fue un compositor, director musical y militar venezolano, autor de famosas piezas de música venezolana. 
Bonnet estudió en la Escuela Musical Militar Infantil, alcanzando el grado de Primer Teniente Subdirector de dicha escuela. Dirigió la banda de la Brigada Número Uno del Ejército de Venezuela, y fue director de la Escuela de Bandas Militares. 
El 11 de diciembre de 1930, Bonnet dirigió la orquesta de Radio Caracas Radio (RCR) que inauguró las emisiones de dicha estación, la primera radial del país. 
Su faceta más conocida es la de compositor; entre las piezas musicales más conocidas se destacan "Quitapesares", "La Partida" (vals venezolano), "El trabadedos", "Refranero", "La tierra de mi querer", "Querellas de un Pampero", "Negra la quiero", "El Curruchá" entre otras además compuso la marcha que identifica a RCR y RCTV que adquirió gran popularidad. 
Murió el 16 de enero de 1983.